# Stenoma agathelpis
Stenoma agathelpis es una especie de polilla del género Stenoma, orden Lepidoptera.
Fue descrita científicamente por Meyrick en 1932.